# Верещагіно
Верещагіно — місто в європейській частині Росії, адміністративний центр Верещагінського муніципального району, розташоване в південно-західній частині Пермського краю. Через місто проходить залізнична магістраль Москва — Владивосток.
У березні 1935 року першим секретарем Верещагінського РК ВКП(б) Пермської області було призначено Василя Михайловича Давидова (1905–1937), а його дружина Ніна Євгенівна (1906–1991), яка народилася у с. Солоне Дніпропетровської області, працювала в місцевій школі, викладала математику

## Демографія
| 1959   | 1970   | 1979   | 1989   | 2002   | 2006   | 2009   | 2010   | 2015   | 2023   |
| ------ | ------ | ------ | ------ | ------ | ------ | ------ | ------ | ------ | ------ |
| 22,860 | 23,585 | 22,349 | 24,129 | 22,832 | 22,600 | 22,786 | 22,156 | 22,328 | 22,077 |

## Галерея

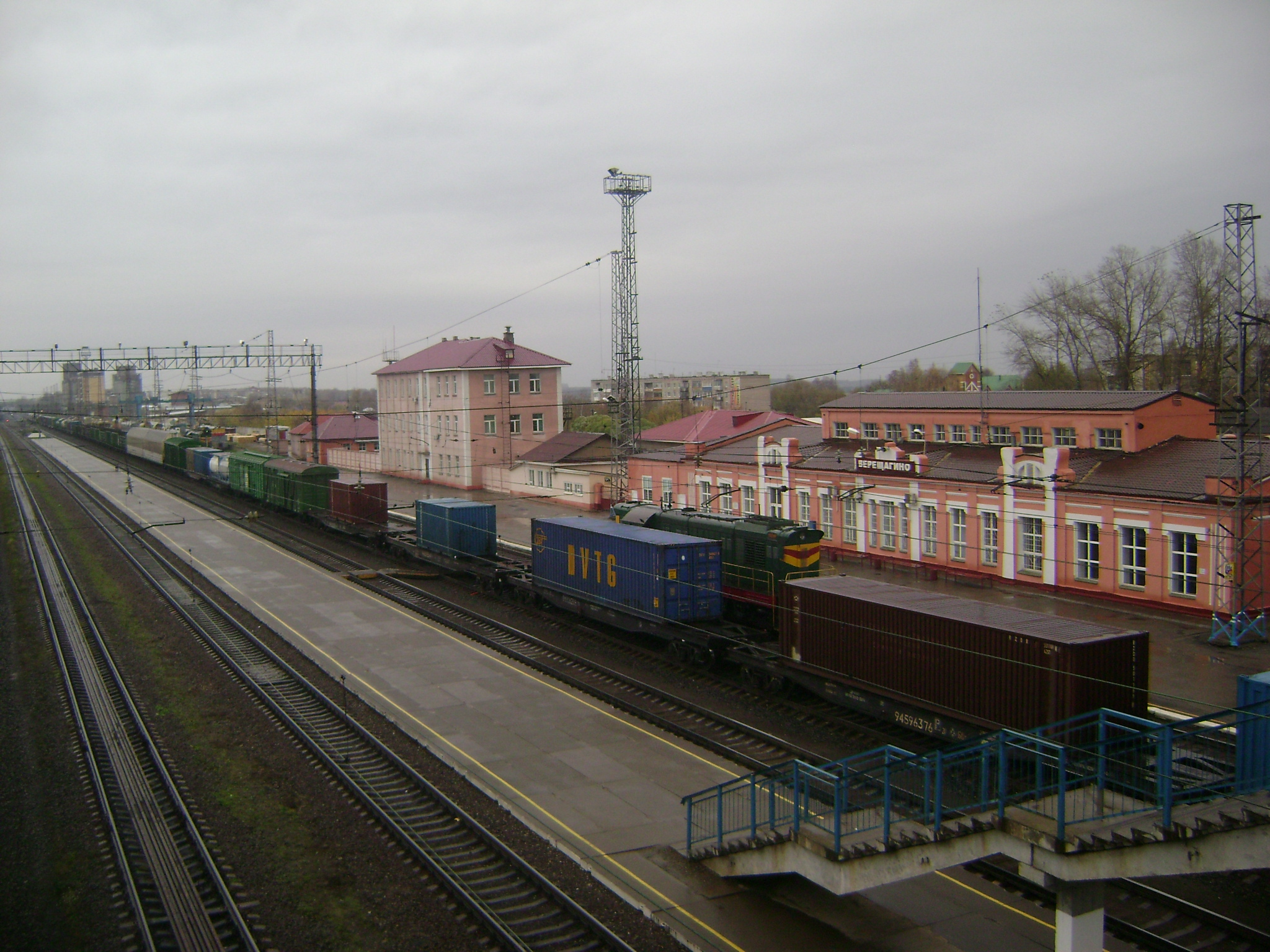
Станція Верещагіно
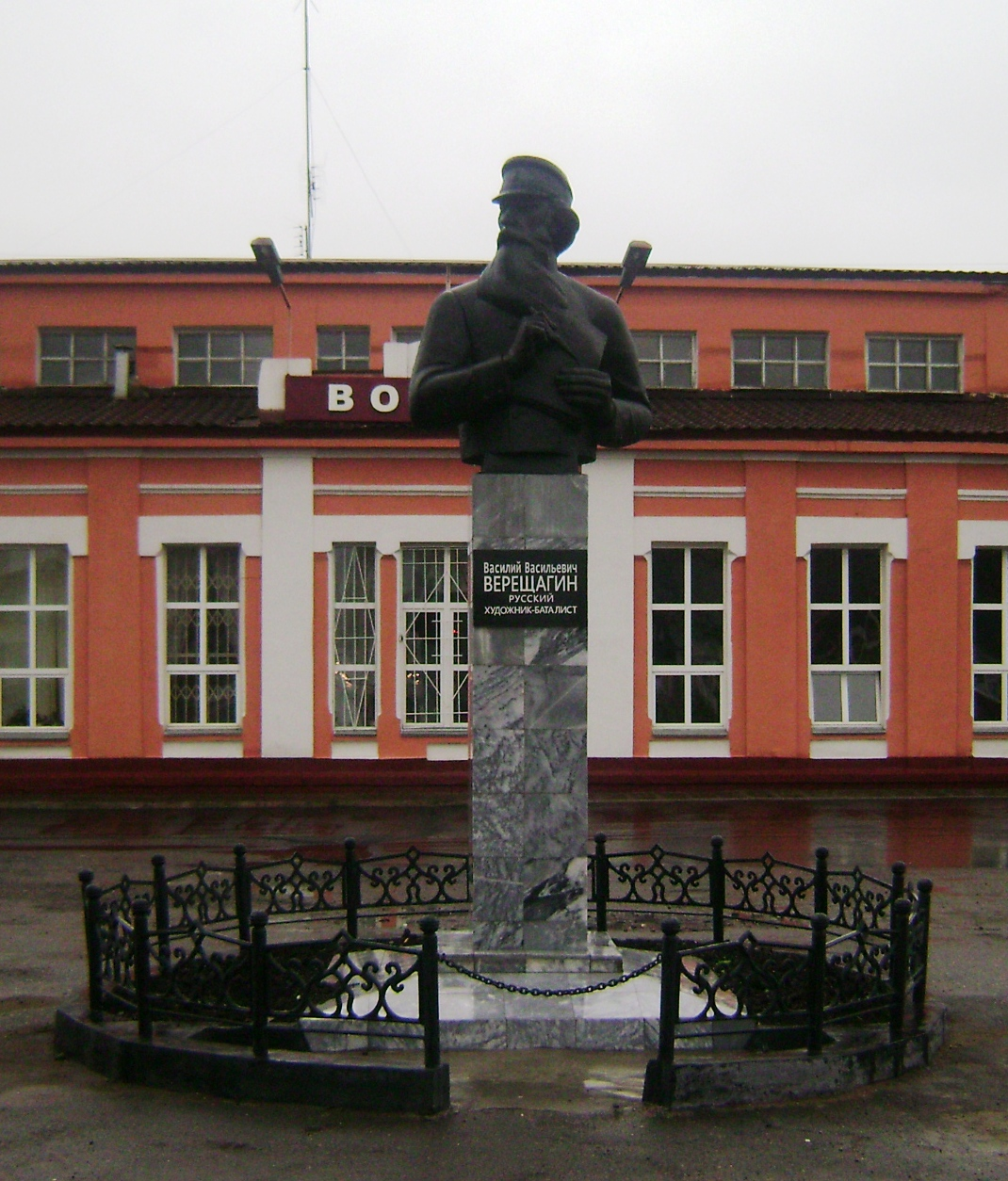
Бюст В. В. Верещагіна на привокзальній площі

## Примітка
1. 1 2  RUS-census2023
2. ↑  Эпоха Моцных-Строменко из села Соленое/The era of Motsny-Stromenko from the village Solone, Ukraine (укр.), процитовано 24 квітня 2022
3. ↑  Чисельність населення Росії, суб'єктів Російської Федерації у складі федеральних округів, районів, міських поселень, сільських населених пунктів – районних центрів та сільських населених пунктів з населенням 3 тисячі й більше осіб (рос) . Федеральна служба державної статистики. 21 травня 2004.